# 李敷 (明朝)
李敷（1451年—？），字春敷，湖廣永州府道州寧遠縣人，軍籍，明朝政治人物。

## 生平
湖廣鄉試第六名舉人。弘治三年（1490年）中式庚戌科會試第一百五十七名，三甲第一百九十二名進士。官至雷州府知府，正德三年（1508年）正月考察闲住。

## 家族
曾祖李彥文；祖父李俊常；父李元質，義官。前母奉氏；母何氏。永感下。